# The Celebrated Scandal
The Celebrated Scandal er en amerikansk stumfilm fra 1915 af James Durkin.

## Medvirkende
- Betty Nansen som Teodora
- Edward José som Don Julian
- Walter Hitchcock som Don Severo
- Stuart Holmes som Alvarez
- John Merkyl som Ernesto